# طلال مجرشی
طلال مجرشی (عربی: طلال مجرشي؛ زادهٔ ۱۰ سپتامبر ۱۹۹۰) یک ورزشکار اهل عربستان سعودی است.